# Bromus rigidus
Bromus rigidus – вид рослин родини тонконогові (Poaceae). Синонім: Bromus diandrus var. rigidus. лат. rigidus — стосується до жорсткої природи колосків.

## Опис
Стебла до 50(100) см, висхідні. Листові пластини 25 × 0,9 см, плоскі. Волоті з 1–2 колосками. Колоски 25–50 мм, з 7–13 квітами. Цвітіння і плодоношення з квітня по травень.

## Поширення
Північна Африка: Алжир; [п.] Лівія [п.]; Марокко; Туніс. Західна Азія: Ізраїль; Сирія; Туреччина. Європа: Угорщина; Албанія; Хорватія; Греція [вкл. Крит]; Італія [вкл. Сардинія, Сицилія]; Румунія; Франція [вкл. Корсика]; Португалія [вкл. Мадейра]; Іспанія [вкл. Балеарські острови, Канарські острови]. Натуралізований в деяких інших країнах. Населяє сухі луки в прибережних пісках.

### Галерея

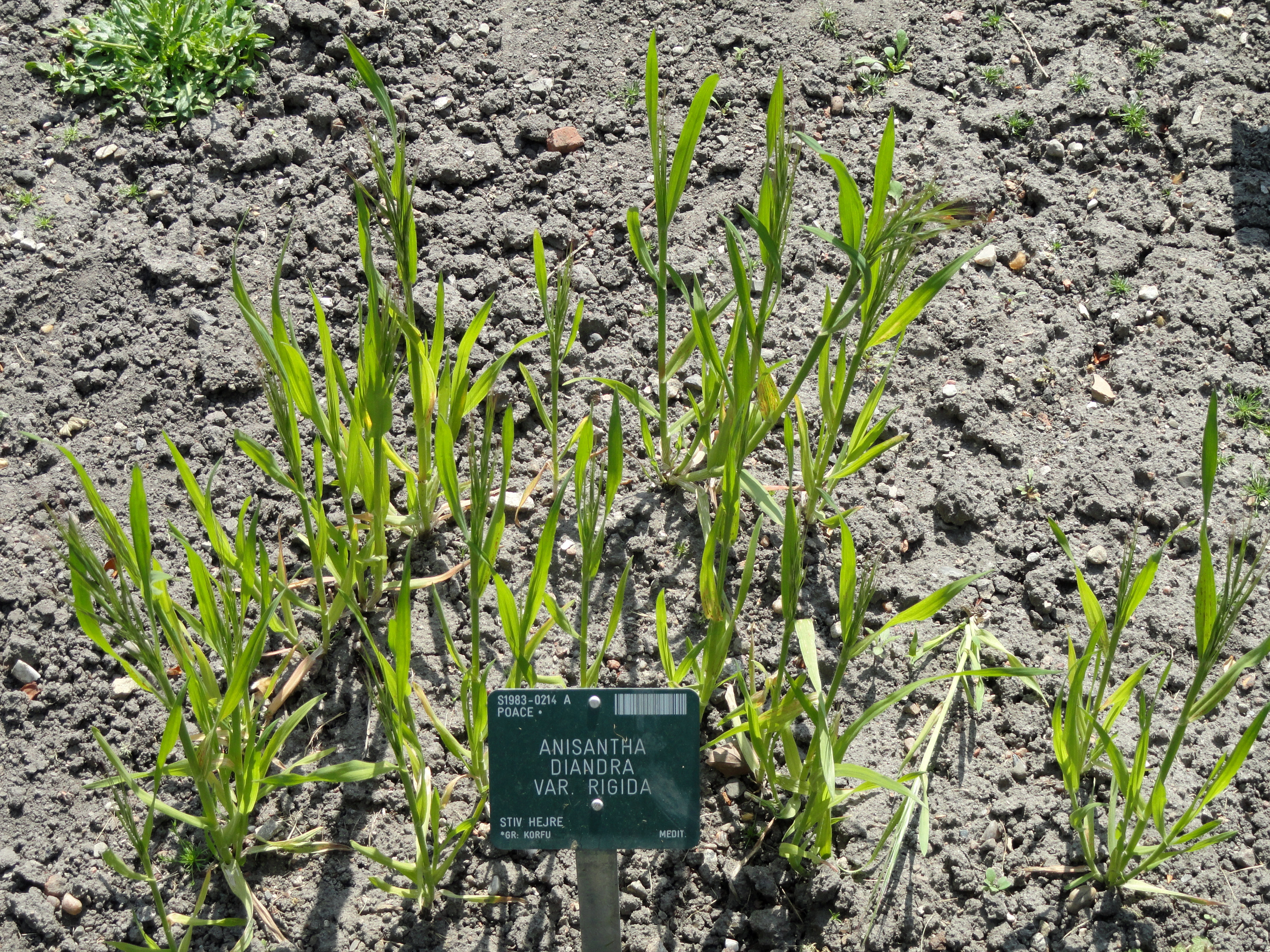
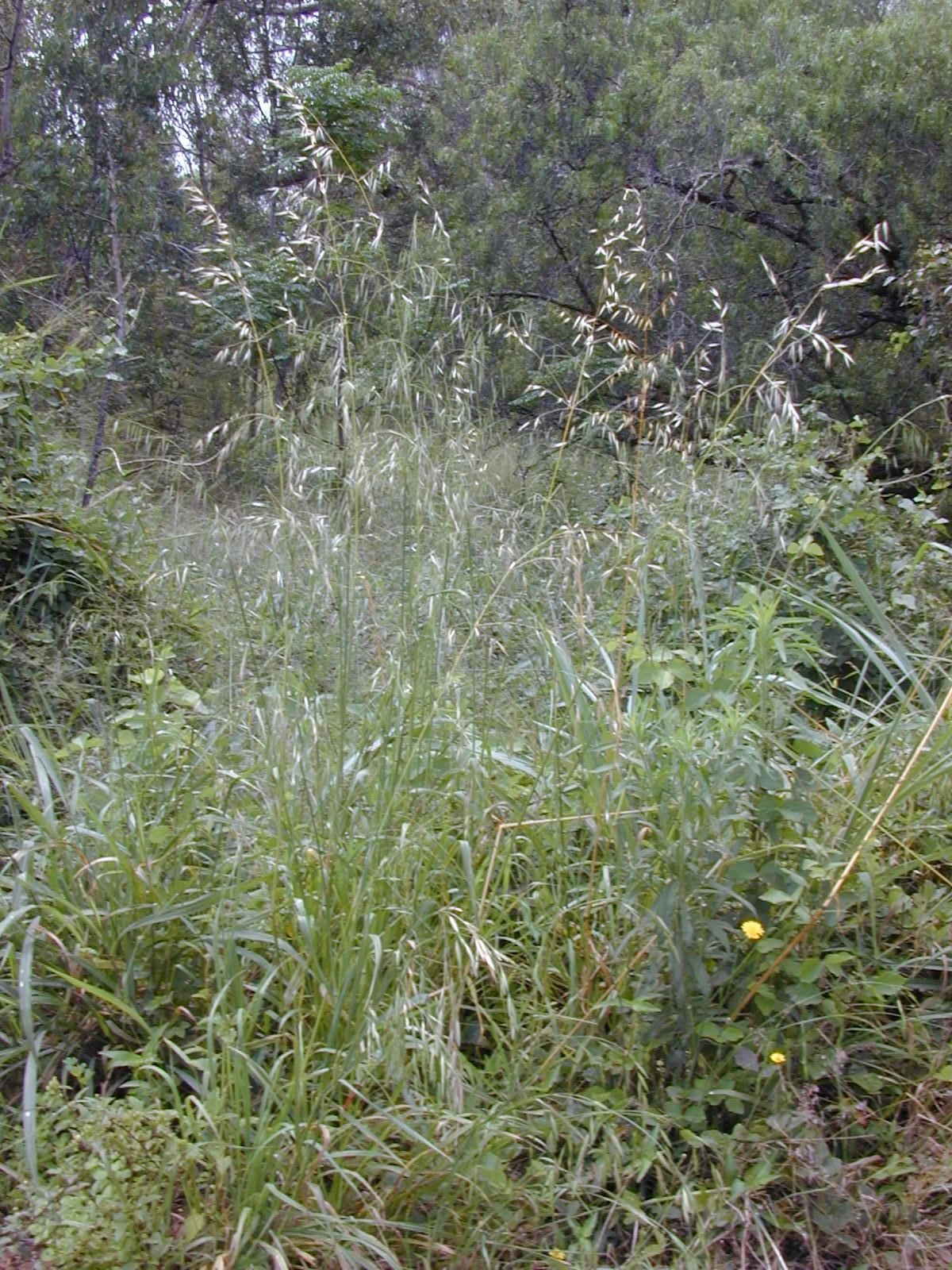
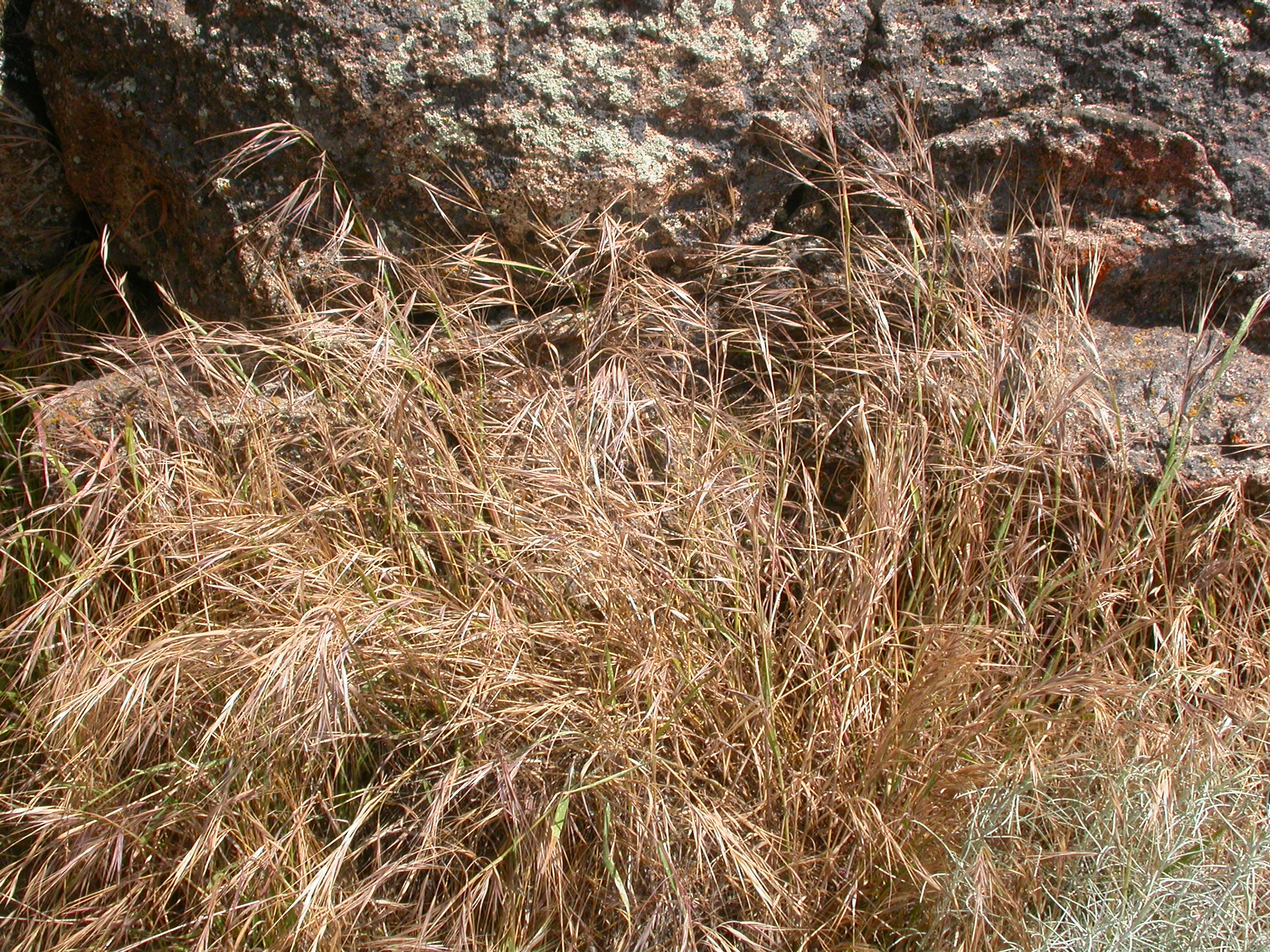
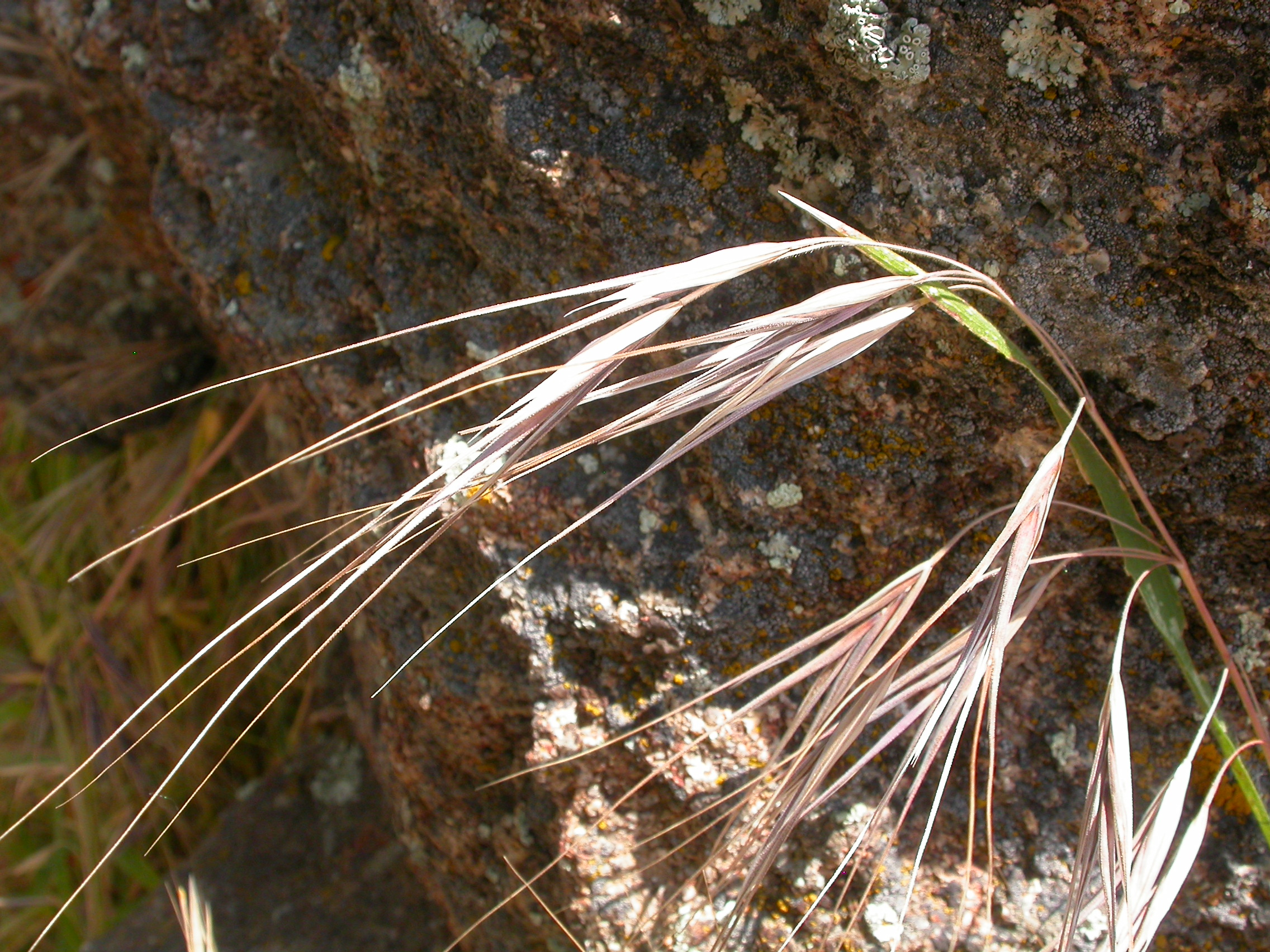